# Bruton
Bruton är en stad och civil parish i Somerset i England. Orten har 2 907 invånare (2011). Byn nämndes i Domedagsboken (Domesday Book) år 1086, och kallades då Brauetone/Briuetona/Briutona/Briweton/Briwetone/Briwetona/Brumetone.